# Ulf Jansson
Ulf Jansson (* 13. November 1941) ist ein ehemaliger schwedischer Fußballspieler.

## Karriere

### Vereine
Jansson stürmte von 1960 bis 1974 ausschließlich für den IFK Norrköping in der Fotbollsallsvenskan, der höchsten Spielklasse im schwedischen Fußball. Während seiner fünfzehn Spielzeiten andauernden Vereinszugehörigkeit gewann er dreimal die Schwedische Meisterschaft und 1969 den Schwedischen Vereinspokal. Aufgrund der sportlichen Erfolge nahm er mit seiner Mannschaft auch an den internationalen Pokalwettbewerben teil. Im Wettbewerb um den Europapokal der Landesmeister bestritt er am 3. Oktober 1963 das mit 2:0 gewonnene Vorrundenrückspiel gegen Standard Lüttich und die beiden Erstrundenspiele am 27. November und 4. Dezember 1963 gegen den AC Mailand. Im Wettbewerb um den Europapokal der Pokalsieger bestritt er die beiden Erstrundenspiele gegen den maltesischen Vertreter Sliema Wanderers und das Zweitrundenhinspiel gegen den deutschen Vertreter FC Schalke 04. Im Wettbewerb um den UEFA-Pokal bestritt er bei der 2. Ausspielung 1972/73 vier Spiele, jeweils die beiden Hin- und Rückspiele der 1. und 2. Runde gegen den rumänischen Vertreter UTA Arad und den italienischen Vertreter Inter Mailand, gegen den er im Giuseppe-Meazza-Stadion beim 2:2-Unentschieden das Tor zum 1:1 in der fünften Minute erzielte.
Des Weiteren nahm er mit seiner Mannschaft achtmal am Wettbewerb um den International Football Cup, auch als Rappan-Pokal bekannt, teil. Mit dem Erreichen des in Hin- und Rückspiel ausgetragenen Finales am 10. und 30. Mai 1966 kam er am weitesten.  Wurde das Hinspiel noch mit 1:0 gegen den 1. FC Lokomotive Leipzig gewonnen, so wurde das Rückspiel in Leipzig mit 0:4 verloren. Im Jahr darauf noch als Sieger der Gruppe B6 hervorgegangen, schied er mit seinem Verein im Viertelfinale gegen Eintracht Frankfurt aus dem letztmals ausgetragenen Wettbewerb aus.

### Nationalmannschaft
Jansson bestritt für die A-Nationalmannschaft fünf Länderspiele. Er debütierte am 26. März 1961 in Prag bei der 1:2-Niederlage gegen die Nationalmannschaft der Tschechoslowakei. Sein letztes Spiel als Nationalspieler bestritt er am 25. August 1969 im heimischen Råsundastadion beim 3:1-Sieg über die Nationalmannschaft Israels.

## Erfolge
- IFC-Finalist 1966
- Schwedischer Meister 1960, 1962, 1963
- Schwedischer Pokalsieger 1969